# إنغفار كارلسون (سائق راليات)
إنغفار كارلسون (بالسويدية: Ingvar Carlsson) مواليد 02 أبريل 1947 في السويد - الوفاة 28 أكتوبر 2009، كان سائق راليات سويدي بدأ مسيرته في سنة 1974. كان أول رالي له هو رالي البرتغال 1974. تسابق في بطولة العالم للراليات. فاز بـ سباقي رالي. صعد على المنصة 4 مرات خلال مسيرته.

## فرق مثلها
- داتسون
- فيات كرايسلر
- بي إم دبليو
- مرسيدس-بنز

## روابط خارجية
- إنغفار كارلسون على موقع eWRC-results.com (الإنجليزية)